# Daon
Daon ist eine französische Gemeinde mit 533 Einwohnern (Stand: 1. Januar 2022) im Département Mayenne in der Region Pays de la Loire; sie gehört zum Arrondissement Château-Gontier und zum Kanton Château-Gontier-sur-Mayenne-1. Die Einwohner der Gemeinde werden Daonnais genannt.

## Geographie
Daon ist die südlichste Gemeinde des Départements Mayenne. Sie liegt an der Mayenne, etwa 31 Kilometer nordnordwestlich von Angers. Umgeben wird Daon von den Nachbargemeinden Coudray im Norden, Bierné-les-Villages im Norden und Osten, Les Hauts-d’Anjou im Osten und Süden sowie Ménil im Westen.

## Bevölkerungsentwicklung
| Einwohner                  | 589 | 526 | 461 | 430 | 408 | 440 | 495 | 509 |
| Quellen: Cassini und INSEE |     |     |     |     |     |     |     |     |

## Sehenswürdigkeiten

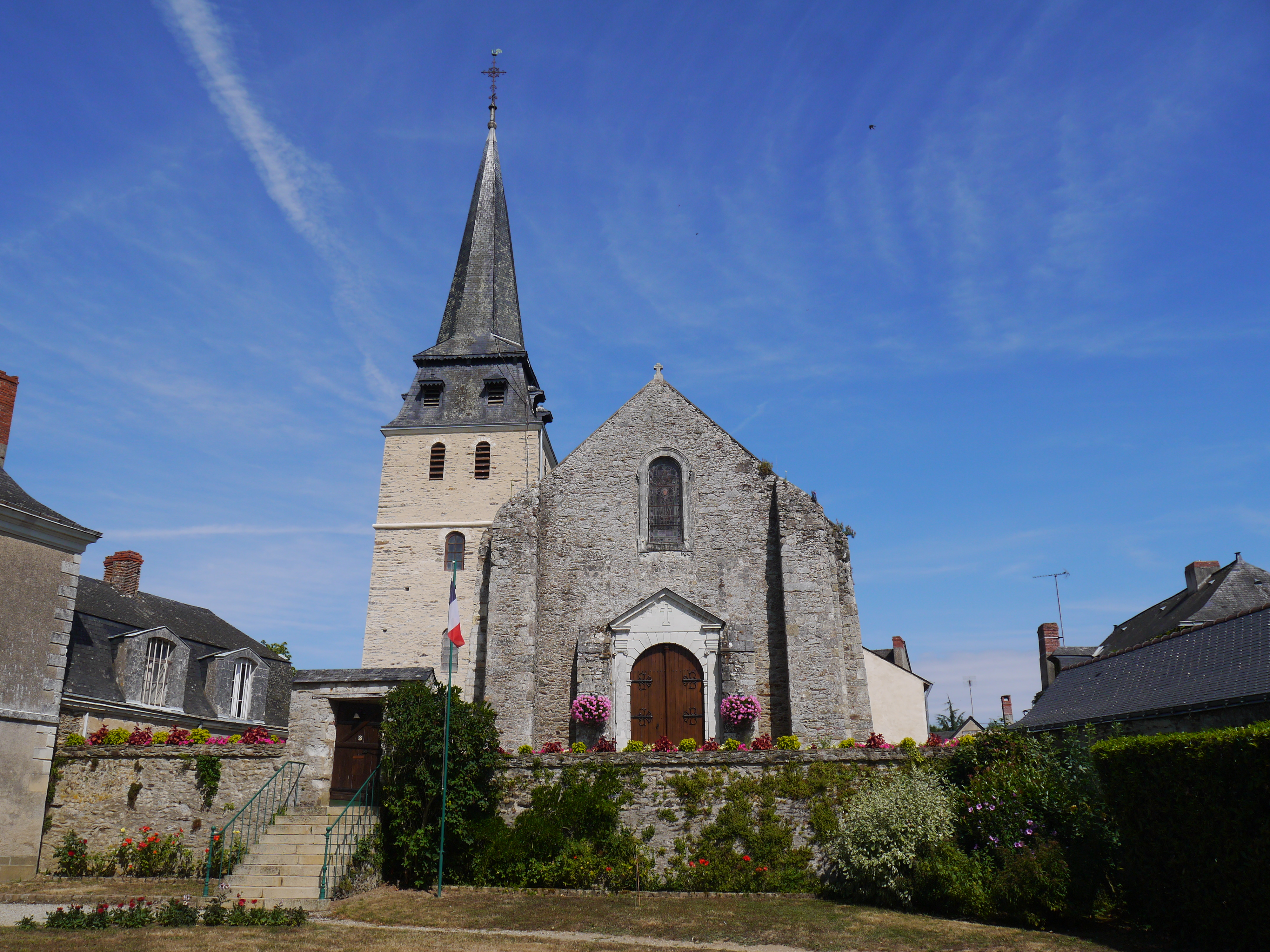
Kirche Saint-Germain
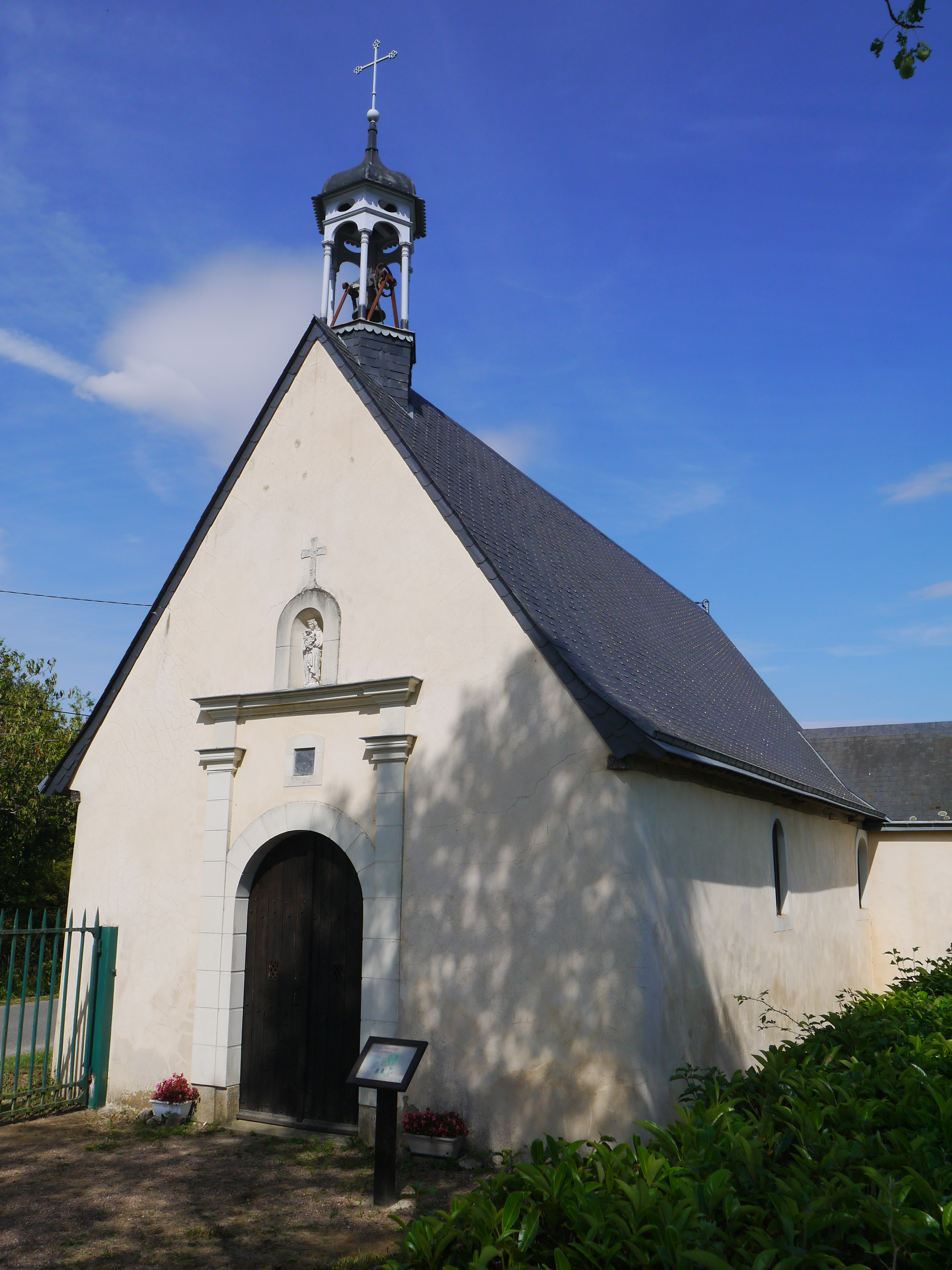
Kapelle Notre-Dame-de-la-Tremblaye
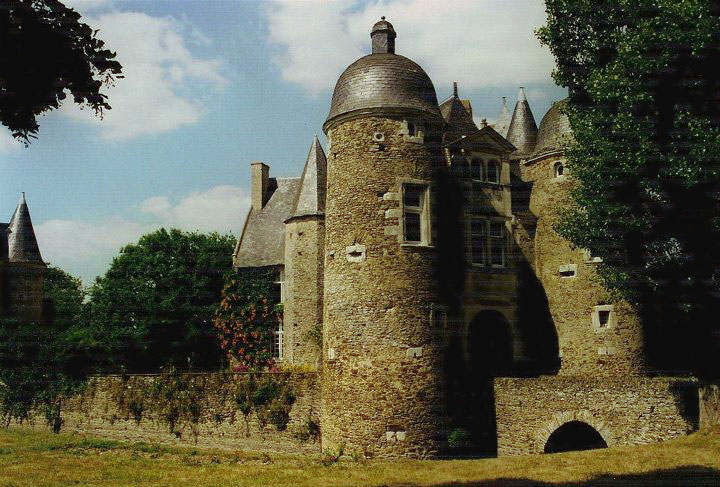
Schloss L'Escoublère aus dem 16. Jahrhundert, Monument historique seit 1927
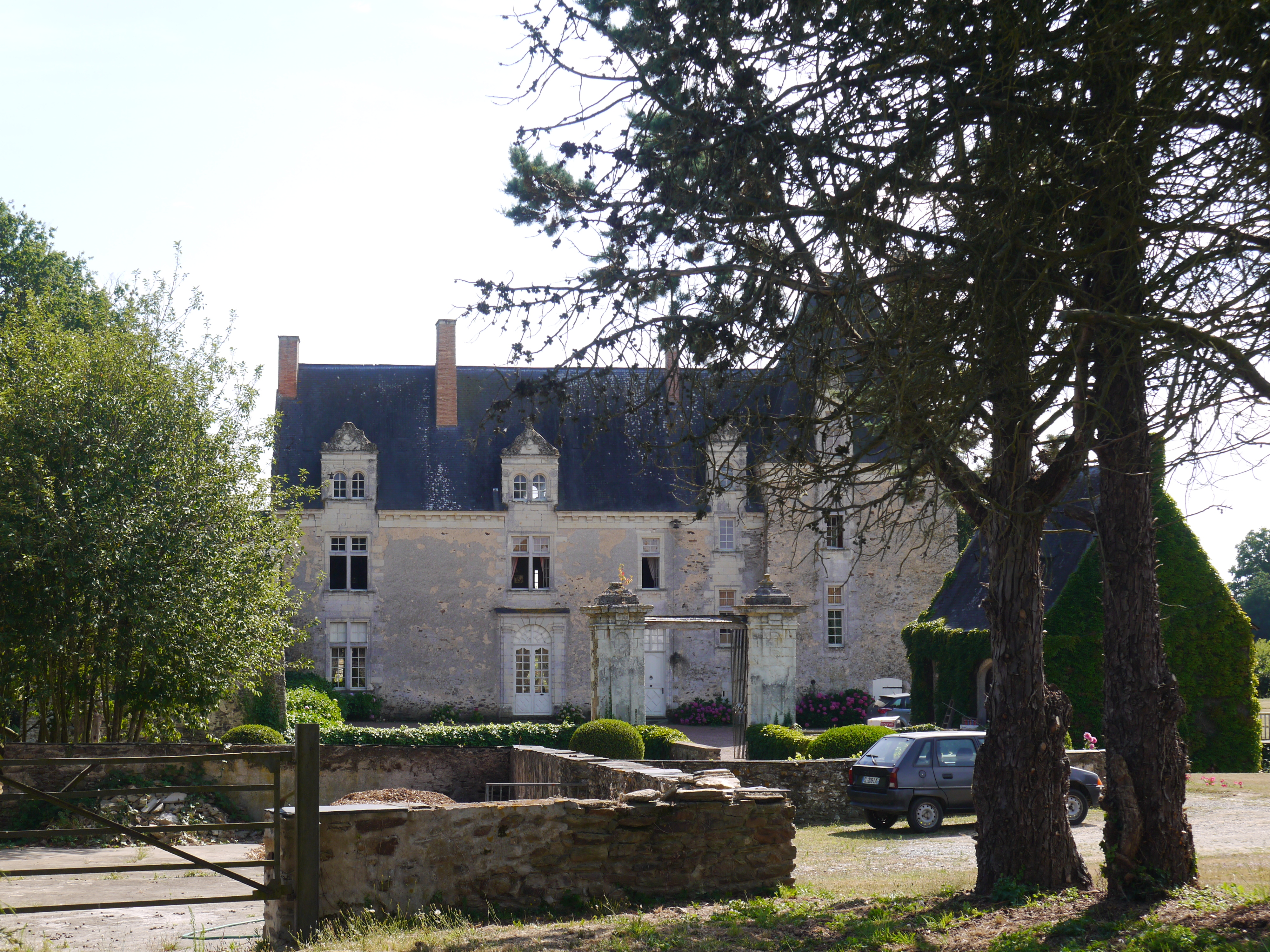
Schloss Mortreux, Monument historique seit 1933
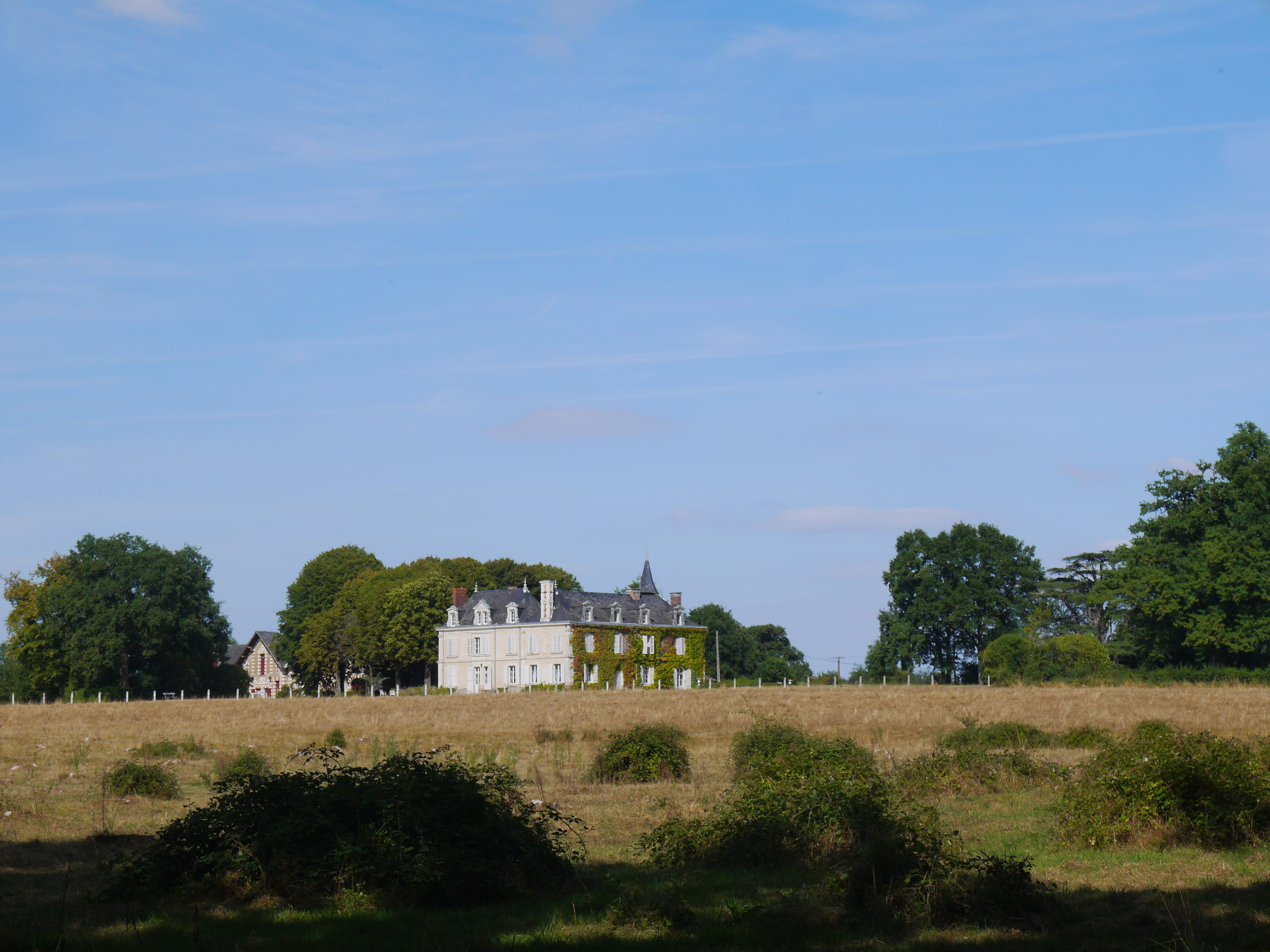
Schloss Les Places
- Schloss Les Lutz
- Schloss La Porte
- Schloss Bréon
- Schloss La Nouairie
- Schloss La Noierie
- Schloss La Touche-Belin
- Schloss Bellevue
- Schloss Beaumont

- Kirche Saint-Germain
- Kapelle Notre-Dame-de-la-Tremblaye
- Schloss L'Escoublère
- Schloss Mortreux
- Schloss Les Lutz

## Persönlichkeiten
- Étienne-Alexandre Bernier (1762–1806), Bischof von Orléans (1802–1806)